# Endrosa imbuta
Endrosa imbuta là một loài bướm đêm thuộc phân họ Arctiinae, họ Erebidae.